# Франсіско Алькарас
Франсіско Хав'єр Алькарас Легісамон (ісп. Francisco Javier Alcaraz Leguizamón, нар. 4 жовтня 1960) — парагвайський футболіст, що грав на позиції півзахисника. Відомий за виступами в парагвайському клуб «Насьйональ» з Асунсьйона, а також у складі національної збірної Парагваю. Грав також за збірну Парагваю з футзалу.

## Клубна кар'єра
Франсіско Алькарас дебютував у професійному футболі в 1982 році в команді «Насьйональ» з Асунсьйона, в якій грав до кінця 1986 року. На початку 1987 року став гравцем мексиканської команди «Ірапуато», за яку виступав до кінця 1988 року. У 1989 році повернувся на батьківщину, де став футзалістом, грав у складі національної збірної з футзалу на чемпіонаті світу з футзалу 1989 року.

## Виступи за збірну
У 1986 році Франсіско Алькарас дебютував у складі національної збірної Парагваю. У складі збірної був учасником чемпіонату світу 1986 року у Мексиці. Загалом протягом кар'єри у національній команді, до якої викликався лише в 1986 році, провів у її формі 7 матчів, забивши 2 голи.